# Absolutely Fabulous, le film
Pour plus de détails, voir Fiche technique et Distribution.
Absolutely Fabulous, le film (Absolutely Fabulous: The Movie) est un film britannique réalisé par Mandie Fletcher (en), sorti en 2016.
Il fait suite à la série télévisée Absolutely Fabulous (1992-2004).

## Synopsis
Edina et Patsy mènent toujours la grande vie à laquelle elles sont habituées, à base de paillettes et de glamour ; dépensant, buvant et sortant dans les endroits les plus branchés de Londres. Accusées d’avoir provoqué un épouvantable incident lors d’une soirée de lancement so à la mode, elles se retrouvent entraînées dans une tempête médiatique et sont poursuivies sans relâche par les paparazzis. Fuyant sans un sou sur la Côte d’Azur, royaume du glamour et des milliardaires, elles préparent un plan pour rendre leur échappée permanente et mener la grande vie pour toujours !

## Fiche technique
Sauf mention contraire, cette fiche technique est établie à partir d'IMDb.
- Titre original : Absolutely Fabulous: The Movie
- Titre français : Absolutely Fabulous, le film
- Réalisation : Mandie Fletcher (en)
- Scénario : Jennifer Saunders
- Décors : Laura Richardson
- Costumes : Rebecca Hale
- Photographie : Chris Goodger
- Montage : Gavin Buckley
- Production : Damian Jones et Jon Plowman (en)
- Sociétés de production : Fox Searchlight Pictures et BBC Films
- Sociétés de distribution : Fox Searchlight Pictures, Twentieth Century Fox France Inc (France)
- Pays d'origine :  Royaume-Uni
- Langue originale : anglais
- Genre : comédie
- Dates de sortie : 
  - Royaume-Uni : 1er juillet 2016
  - États-Unis : 22 juillet 2016
  - France : 7 décembre 2016

## Distribution
- Jennifer Saunders (VF : Marie Vincent) : Edina « Eddy » Monsoon
- Joanna Lumley (VF : Élisabeth Wiener) : Patsy Stone
- Julia Sawalha (VF : Élisabeth Ventura) : Saffron « Saffy » Monsoon
- Indeyarna Donaldson-Holness (VF : Camille Timmerman) : Lola
- Jane Horrocks (VF : Léa Gabriele) : Bubble / Katy Grin
- June Whitfield (VF : Monique Martial) : June Monsoon
- Mo Gaffney : Bo
- Christopher Ryan (en) (VF : Jean-Pierre Leroux) : Marshall
- Mark Gatiss (VF : Guillaume Lebon) : Joel
- Nick Mohammed (VF : Antoine Schoumsky) : Casper
- Kathy Burke (VF : Denise Metmer) : Magda
- Celia Imrie (VF : Colette Venhard) : Claudia Bing
- Robert Webb (VF : Axel Kiener) : Nick
- Kamil Lemieszewski : Kamil Lemie
- Dawn French
- Chris Colfer (VF : Hugo Brunswick) : Christopher
- Marcia Warren (VF : Évelyne Grandjean) : Lubliana
- Barry Humphries (VF : Isabelle Desplantes) : Dame Edna Everage
- Beattie Edmondson (VF : Laëtitia Coryn) : l'assistante de Claudia
- Rebel Wilson (VF : Julia Boutteville) : l'hôtesse de l'air
- Lulu (VF : Catherine Davenier) : elle-même
- Jerry Hall (VF : Juliette Degenne) : elle-même
- Gwendoline Christie (VF : Vanina Pradier) : elle-même
- Emma Bunton (VF : Christèle Billault) : elle-même
- Kate Moss (VF : Dorothée Pousséo) : elle-même
- Jon Hamm (VF : Bruno Choël) : lui-même
- Joan Collins (VF : Mireille Delcroix) : elle-même
- Svetlana Marlier : Russian lady 2

- Version française
  - Société de doublage : Dubbing Brothers[3]
  - Direction artistique : Nathalie Régnier[3]

 Source et légende : version française (VF) sur RS Doublage et selon le carton du doublage français sur le DVD zone 2.

## Autour du film
- Le tournage s'est déroulé fin 2015 dans le sud de la France (notamment au Palais Bulles à Théoule-sur-Mer) et en Angleterre[4].

## Bande originale du film
La chanteuse australienne Kylie Minogue interprète le single This Wheel's on Fire, extrait de la bande originale du film.